# Satyrus venusta
Satyrus venusta är en fjärilsart som beskrevs av Hans Fruhstorfer 1909. Satyrus venusta ingår i släktet Satyrus och familjen praktfjärilar. Inga underarter finns listade.